# 2692 Chkalov
2692 Chkalov је астероид главног астероидног појаса са средњом удаљеношћу од Сунца која износи 2,582 астрономских јединица (АЈ).
Апсолутна магнитуда астероида је 12,3.